# Melusina

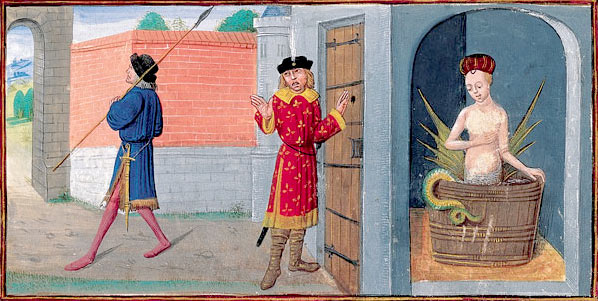
O segredo de Melusina revelado, em Le Roman de Mélusine. Uma das 16 pinturas de Guillebert de Mets (c. 1410). O original está na Bibliothèque nationale de France.

Melusina é uma personagem da lenda e folclore europeus, um espírito feminino das águas doces em rios e fontes sagradas.
Ela é geralmente representada como uma mulher que é uma serpente ou peixe (ao estilo das sereias), da cintura para baixo. Algumas vezes, é também representada com asas, duas caudas ou ambos, e, por vezes, mencionada como sendo uma nixia.

## Heráldica
Melusina é às vezes utilizada como figura heráldica, tipicamente em brasões de armas no Sacro Império Romano-Germânico e na Escandinávia, onde apóia cada cauda escamosa em um dos braços. Ela pode aparecer coroada. O brasão de armas de Varsóvia apresenta uma sereia (denominada syrenka em polonês) muito semelhante a uma representação de Melusina, brandindo uma espada e escudo. Ela é o espírito das águas do Vístula, que identificou para Boreslaus de Masovia, o sítio apropriado para uma cidade em fins do século XIII.

## Versões literárias

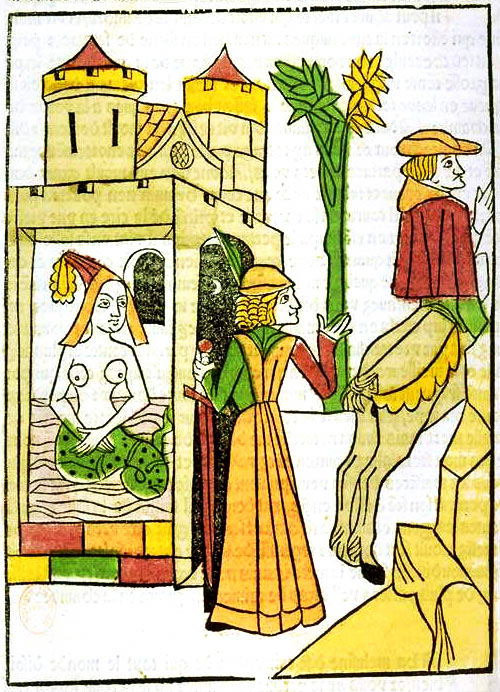
Raymond observa sua mulher, Melusina, no banho, e descobre que ela possui a parte inferior do corpo de serpente. Ilustração da obra de Jean d'Arras, Le livre de Mélusine (O Livro de Melusina), 1478.

A mais famosa versão literária dos contos de Melusina, aquela de Jean d'Arras, compilada em cerca de 1382–1394 foi elaborada numa coletânea de "histórias inventadas" pelas damas enquanto teciam.
O conto foi traduzido para o alemão em 1456 por Thüring von Ringoltingen, a versão que tornou-se popular como conto de fada. Foi posteriormente traduzido em inglês (cerca de 1500), e freqüentemente reimpresso tanto no século XV quanto no século XVI. Há também uma versão em prosa chamada a Chronique de la princesse ('Crônica da princesa').
Ela conta como Elynas, o Rei de Albany (um eufemismo poético para a Escócia) saiu para caçar certo dia e deparou-se com uma bela dama na floresta. Ela era Presina, mãe de Melusina. Ele persuadiu-a a casar-se com ele, e ela só concordou sob a condição — pois freqüentemente há uma condição dura e fatal vinculada a qualquer união entre fada e mortal — de que ele não deveria entrar na alcova quando ela desse à luz ou banhasse suas crianças. Ela deu à luz trigêmeas. Quando ele violou este tabu, Presina deixou o reino com suas três filhas, e viajou para a ilha perdida de Avalon.
As três garotas — Melusina, Melior e Palatina (ou Palestina)— cresceram em Avalon. Em seu décimo-quinto aniversário, Melusina, a mais velha, perguntou por que elas haviam sido levadas para Avalon. Ao ouvir sobre a promessa quebrada pelo pai, Melusina jurou vingança. Ela e suas irmãs capturam Elynas e o trancafiam, com suas riquezas, numa montanha. Presina se enraivece quando toma conhecimento do que as garotas haviam feito e as pune por ter desrespeitado o pai. Melusina foi condenada a tomar a forma de uma serpente da cintura para baixo, todo sábado.
Raimundo de Poitou encontrou Melusina numa floresta da França, e lhe propôs casamento. Da mesma forma que sua mãe havia feito, ela estabeleceu uma condição, a de que ele nunca deveria entrar no quarto dela aos sábados. Ele quebrou a promessa e a viu sob a forma de uma meia-mulher, meia-serpente. Ela o perdoou. Somente quando, durante uma discussão, ele a chamou de "serpente" em plena corte, é que ela assumiu a forma de um dragão, deu-lhe dois anéis mágicos e se foi para nunca mais voltar.
No "The Wandering Unicorn" de Manuel Mujica Láinez, Melusina conta sua história de vários séculos de existência, da maldição original até a época das Cruzadas..

## Lendas

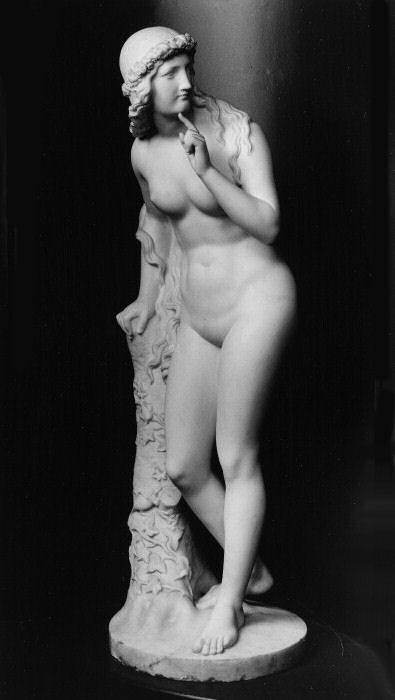
Melusina por Ludwig Michael von Schwanthaler (1845).

As lendas de Melusina estão especialmente ligadas às áreas setentrionais, mais célticas, da Gália e dos Países Baixos. Sir Walter Scott narrou uma história de Melusina em Minstrelsy of the Scottish Border (1802—1803), confiante que
"o leitor encontrará as fadas da Normandia ou Bretanha, adornadas com todo o esplendor da descrição oriental. Também a fada Melusina, que casou-se com Guido de Lusignan, Conde de Poitou, sob a condição de que ele nunca tentasse invadir sua privacidade, pertence a essa última categoria. Ela deu ao conde muitos filhos, e construiu para ele um magnífico castelo através de artes mágicas. Sua harmonia não foi interrompida até que o marido xereta quebrasse as condições da união, ocultando-se para espionar a mulher tomando seu banho encantado. Mal Melusina descobriu o intruso indiscreto, transformou-se num dragão e partiu com um grito de lamentação, e nunca foi mais foi vista por olhos mortais; ainda que, mesmo nos dias de Brantôme, ainda se supunha que ela protegia seus descendentes, e teria sido ouvida lamentando-se nas correntes de ar à roda das torres do castelo de Lusignan, na noite antes que este fosse demolido."
Quando o conde Siegfried das Ardenas comprou os direitos feudais sobre Luxemburgo em 1963, seu nome estava ligado a versão local de Melusina. Em 1997, Luxemburgo emitiu um selo postal comemorativo desta Melusina, que possuía basicamente os mesmos dons mágicos que a ancestral dos Lusignan. A Melusina de Luxemburgo fez surgir o castelo de Bock por mágica na manhã após o casamento dela. Pelos termos do matrimônio, ela exigiu um dia de absoluta privacidade a cada semana. Infelizmente, Sigefroid, como os luxemburgueses o chamam, "não conseguiu resistir à tentação e num dos dias proibidos ele a espiou no banho e descobriu que ela era uma sereia. Quando ele soltou um grito de surpresa, Melusina percebeu-o e a banheira imediatamente afundou-se na rocha sólida, carregando-a com ela. Melusina surge brevemente na superfície a cada sete anos como uma bela mulher ou serpente, carregando uma pequena chave de ouro na boca. Quem quer que tire a chave dela a libertará e poderá tomá-la como sua noiva."
Martinho Lutero conhecia e acreditava na história de outra versão da Melusina, die Melusina zu Lucelberg (Lucelberg na Silésia), a quem ele se refere várias vezes como um súcubo (Obras, edição Erlangen, volume 60, pp. 37–42). Johann Wolfgang von Goethe escreveu o conto Die Neue Melusine em 1807 e publicou-o como parte do Wilhelm Meisters Wanderjahre. O dramaturgo Franz Grillparzer encenou o conto de Goethe e Felix Mendelssohn criou uma abertura de concerto denominada "A Fada Melusina", seu Opus 32.
Melusina é um dos espíritos das águas pré-cristãos que às vezes são responsabilizados pela troca de crianças. A "Dama do Lago" que sumiu com o bebê Lancelot e o criou, era desta espécie perigosa de ninfa das águas.

## Usos notáveis
- Uma versão estilizada de uma sereia, a qual é similar a algumas das lendas de Melusina, funciona como a mascote que aparece no logotipo da rede de cafeterias Starbucks.
- Na ficção, a lenda de Melusina é parte de "Possession: A Romance", de A.S. Byatt. Uma de seus principais personagens, Christabel LaMotte, escreve um poema épico sobre Melusina.
- "Melusina" não parece ter sido um nome feminino muito popular na Europa, mas Ehrengard Melusine von der Schulenburg, Duquesa de Kendal e Munster, amante de Jorge I da Grã-Bretanha, foi batizada como Melusine em 1667.
- O título do primeiro romance de Jakob Wassermann é Melusine. Curiosamente, seu sobrenome (Wassermann) significa "homem da água" em alemão.
- "The Fairy Melusina" é um poema épico escrito pela poetisa fictícia Christabel Lamotte no romance popular "Possession" de A.S. Byatt.
- Melusina inspirou a cantora e compositora francesa Nolwenn Leroy para sua canção Mélusine, lançada em seu álbum de 2005 Histoires Naturelles.